# مطار نانشونغ غاوبينغ
مطار نانشونغ غاوبينغ (بالإنجليزية: Nanchong Gaoping Airport)‏ و(بالصينية: 南充高坪机场) (إياتا: NAO) مطار عام يقع بمدينة نانتشونغ في الصين. يبلغ طول المدرج 2400 م .

## شركات الطيران والوجهات
| شركـات طيـران          | الوجهات |
| ---------------------- | --- |
| Air Guilin             | مطار فوتشنغ بيهاي، مطار هايكو ميلان الدولي |
| Chengdu Airlines       | مطار نينغبو ليش الدولي، مطار شيتشانغ تشينغشان |
| خطوط شرق الصين الجوية  | مطار كونمينغ جانغشوي الدولي، مطار شانغهاي بودنغ الدولي |
| خطوط جنوب الصين الجوية | مطار بكين داشينغ الدولي، مطار قوانغتشو باييون الدولي، مطار هويزهو، مطار نانينغ الدولي، مطار شينزين باوان الدولي، مطار أورومتشي الدولي، مطار شينينغ الدولي |
| طيران التبت            | مطار جينان الدولي، مطار لاسا الدولي، مطار تيانجين الدولي                                                                                                  |
| أورومتشي للطيران       | مطار أورومتشي الدولي، مطار ونزهو يونجقيانج الدولي |
| خطوط زيامن الجوية      | مطار تشانغشا هوانغوا الدولي، مطار فوتشو تشانغله الدولي، مطار هانغتشو شياوشان الدولي، مطار ووهان الدولي، مطار شيامن قاوتشي الدولي                          |

## وصلات خارجية
- http://www.flightstats.com/go/Airport/airportDetails.do?airportCode=NAO